# Гурмаелон
Гурмаелон (фр. Gourmaëlon, умер около 913) — граф Корнуая, князь Бретани с 908 года.

## Биография

### Правление
Гурмаелон является одной из самых загадочных фигур в истории Бретани. Происхождение его неизвестно. Его имя (которое могло быть и прозвищем) первоначально писалось брет. Uumaelon или Wrmaëlon, позже превратившись в брет. Gurmhailon, пока, наконец, не приобрело современную форму брет. Gourmaëlon.
Во время правления Алена I Великого Гурмаелон был графом Корнуая (в картулярии аббатства Ландевеннек он назван Uurmaelon comes Cornubia). После смерти Алена I в 907 году началась борьба между его наследниками: зятем Алена графом Поэра Матьедуа и графом Ванна Рудалом. Графом Нанта в итоге стал граф Анжу Фульк I Рыжий. Гурмаелон воспользовался этими неурядицами для того, чтобы захватить власть в Бретани, однако титула короля он не носил и объединить страну так и не смог.
О его правлении практически ничего не известно. Он упомянут как свидетель в нескольких актах картулярия аббатства Редон в 909—913 годах. Последнее упоминание относится к 25 октября 913 года, когда он, названный «Gurmahilon comitem qui tunc monarchiam Britanniae regebat», подписался на акте после епископа Ванна Били и графа Поэра Матьедуа.
Во время правления Гурмаелона возобновились нападения норманнов на Бретань. На основании манускрипта 476 из Анжерской библиотеки, где указано: «Anno DCCCCXIII Guuormaelon oc(cissus est)», предполагается, что Гурмаелон умер в конце 913 года, вероятно, погибнув в бою против норманнов, которые вскоре захватили бо́льшую часть Бретани.

### Семья
О жене Гурмаелона ничего не известно. Из картулярия Редонского аббатства известно, что у него был по крайней мере один сын:
- Даниэль (умер после 25 октября 913)